# يهودا شنهاف
يهودا شنهاف (شهرباني) (بالعبرية: יהודה שנהב‏) (ولد في 26 شباط / فبراير 1952) هو عالم اجتماع  إسرائيلي يتبع علم الاجتماع النقدي، ويبحث في علم اجتماع البيروقراطية، الإدارة والرأسمالية الأمريكية فضلا عن مواضيع مثل التقسيم الطبقي والعرقي في إسرائيل. أستاذ بدرجة بروفيسور في قسم علم الاجتماع والأنثروبولوجيا في جامعة تل أبيب، أحد مؤسسي القوس الشرقية الديمقراطية، بالإضافة يعمل في ترجمة الادب والابحاث من العربية إلى العبرية.

## السيرة الذاتية
ولد يهودا شنهاف تحت اسمك يهودا شهرباني في مدينة بئر السبع عام 1952، لعائلة من اصول عراقية، درس علم الاجتماع والدراسات العمالية في جامعة تل أبيب، في عام 1977 حصل على درجة اللقب الاول وبعد أربع سنوات حصل على درجة الماجستير في الإدارة الصناعية من معهد التخنيون. وتابع دراسته في جامعة ستانفورد حيث حصل في عام 1983 وعام 1985 على شهادة الماجستير والدكتوراه في علم الاجتماع.
يشغل منصب أستاذ ومحاضر ثابت في في قسم علم الاجتماع والأنثروبولوجيا في جامعة تل أبيب، درس كمحاضر زائر في العديد من الجامعات الرائدة في الولايات المتحدة:  منها جامعة ويسكونسن- ماديسون بين 1992-1993، وفي قسم علم الاجتماع في جامعة ستانفورد في عام 1994 و 1995; في قسم علم الاجتماع في جامعة برينستون خلال عام 2003، وفي قسم علم الاجتماع في جامعة كولومبيا بين عامي 2002-2004.
 باحث زميل في معهد فان لير في القدس منذ1999. شغل منصب رئيس تحرير سلسلة سياقات «الدراسة والنقد»، رئيس منتدى المترجمين من العربية إلى العبرية؛ محرر سلسلة مكتوب للترجمة من العربية إلى العبرية (منذ عام 2003). ويعمل كمحرر كبير في في المجلة الأوروبية "Organizational studies"، وهو عضو المجلس العلمي للدراسات المتقدمة في معهد بيننت في فرنسا.  منذ توليه منصبه في تحرير «الدراسة والنقد» بدات المجلة بالاهتمام بأسئلة العرقية والشرقية، الاقتصاد السياسي، والتحدي ما بعد الاستعماري لانتاج المعرفة. لشنهاف مساهمة في تطوير النظرية البوست كولنيالية وللحوار الجاري حولها بين علماء الاجتماع في إسرائيل.

## النشاط الاجتماعي والسياسي
يعرف شنهاف بانخراطه في النشاط الاجتماعي والسياسي، كونه أحد مؤسسي حركة القوس الشرقية الديمقراطية - وهي حركة اجتماعية تأسست في عام 1996 من قبل أبناء المهاجرين من البلدان العربية والشرق في إسرائيل، حركة نادت بالاعتراف واصلاح الظلم المنهجي الذي وقع على اليهود الشرقيين من قبل الاغلبية الاشكنازية المهيمنة. شنهاف صرح ان اتفاق اوسلو كان محفز لإقامة الحركة، وقال: تكون لدينا الشعور ان قضية الصراع قد وصلت إلى الحل، وانه حان الوقت لوضع القضية الاجتماعية وقضية الشرقيين على طاولة البحث.  
شنهاف من المناضلين ضد الاحتلال الاسرائيلي وفي السنوات الاخيرة يصرح ان حل الدولتين بات غير قابل للتطبيق وانما يجب السعي إلى ضمان حقوق المواطنة وحل القضية الفلسطينية في ظل دولة ديمقراطية تكون لجميع مواطنيها.

## ترجماته من العربية
- (محمود الريماوي "الشوق إلى الأرض الطيبة), 2011
- (سلمان ناطور- هي، انا والخريف), 2012
- (الياس خوري – الوجوه البيضاء), 2014
- (سلمان ناطور تريلوغيا) 2014
- (سلمان ناطور، الذاكرة تحدثت الي وذهبت) 2015
- (الياس خوري – رحلة غاندي الصغير). 2016
- (علي المكري- اليهودي الحالي)، 2016
- (الياس خوري- مجمع الاسرار), 2017

## مؤلفاته
- Shenhav, Yehouda, 2012. Beyond the Two-State Solution: A Jewish Political Essay. UK: Polity Press- ISBN 9780745660288[4]
- Shenhav, Yehouda, 2006. The Arab Jews - A Postcolonial Reading of Nationalism, Religion, and Ethnicity. Stanford, Stanford University Press -ISBN 9780804752961[5]
- «اليهود العرب - قومية، دين وإثنية» (باللغة العبرية) يهودا شنهاف, عام عوفيد، 2003 - ISBN 965-13-1613-6:[6] ISBN
- Shenhav, Yehouda, 1999. Manufacturing rationality, Oxford, Oxford University Press ISBN 978-0199250004[7] ISBN 0199250006
- آلة التنظيم (باللغة العبرية), إصدار شوكن، 1995
- ايديولوجيات الإدارة في العهد العقلاني,(باللغة العبرية)، وزارة الدفاع، 1991